# Governo Costa III
Il Governo Costa III è stato il 23º governo del Portogallo, in carica dal 30 marzo 2022 (sebbene dimissionario formalmente dal 7 novembre 2023) al 2 aprile 2024.
Esso è nato in seguito alla vittoria del Partito Socialista alle elezioni legislative.
Si trattava di un governo monocolore di maggioranza, che godeva di 120 seggi su 230 nel Parlamento Portoghese.

## Storia

### Formazione
Dopo la vittoria di più della maggioranza assoluta dei seggi da parte del Partito Socialista alle elezioni legislative, causate da una crisi di governo a sua volta innescata da un mancato accordo sulla legge di bilancio del 2022 per via del voto contrario del Blocco di Sinistra e della Coalizione Democratica Unitaria, il leader socialista António Costa, già Primo ministro uscente, fu incaricato dal Presidente Marcelo Rebelo de Sousa di formare un nuovo governo.

### Ritardi nel giuramento
Formatosi l’esecutivo, a causa tuttavia di un problema nel metodo utilizzato per l’identificazione dei votanti durante le votazioni nella circoscrizione estera “Europa”, giunto fino alla Corte Costituzionale Portoghese e, in seguito, conseguenza di una ripetizione delle elezioni nella circoscrizione, il giuramento, che sarebbe dovuto avvenire il 23 febbraio, è stato posticipato, così come il giuramento dei nuovi parlamentari, finché non fosse stato possibile ufficializzare i risultati per i due seggi disputati. In seguito all’ottenimento dei risultati definitivi, il Governo è potuto entrare in carica il 30 marzo 2022, a due mesi esatti dalle elezioni.

### Crisi di governo e dimissioni

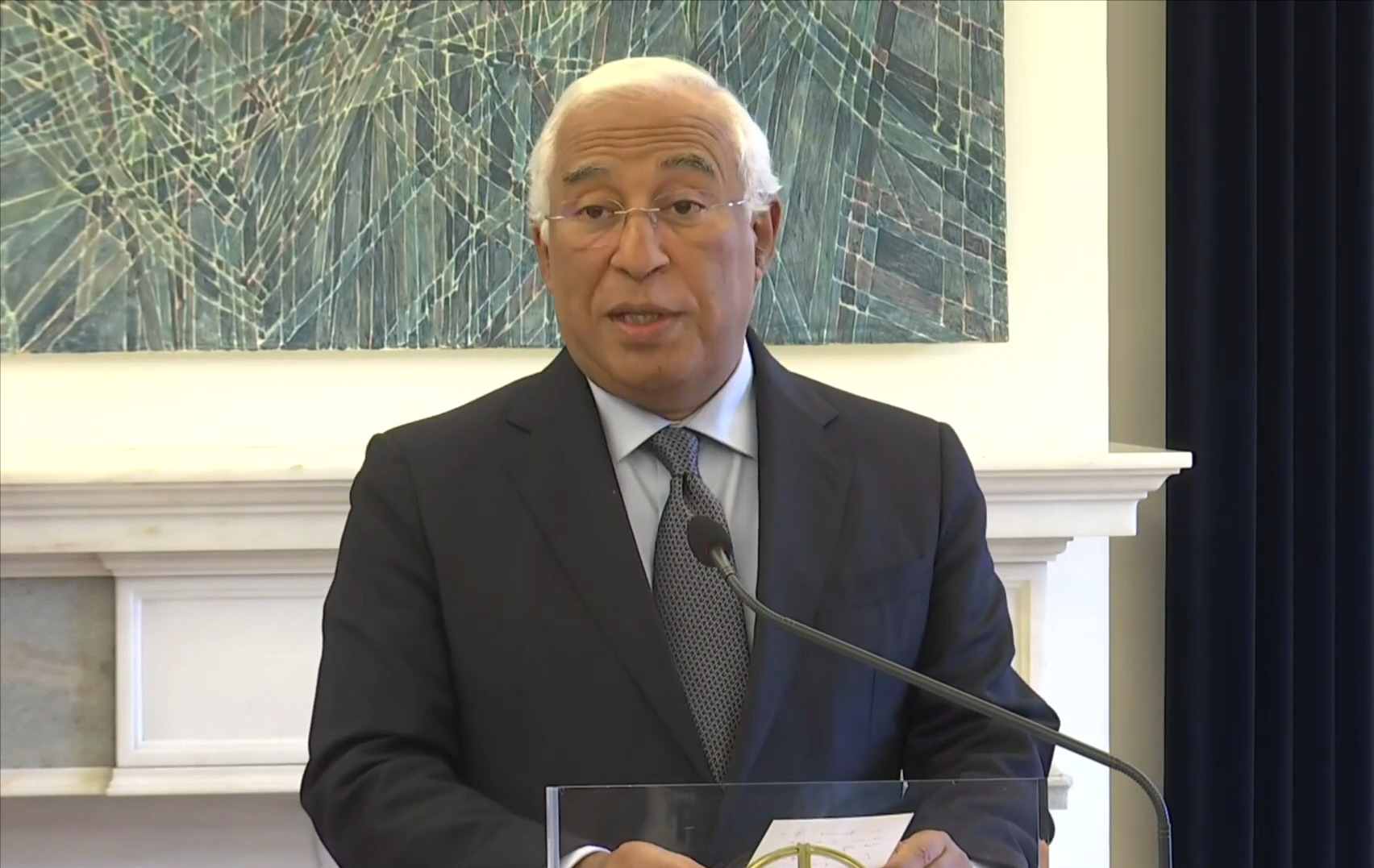
Il Primo ministro in diretta nazionale, 7 novembre 2023.

Il 7 novembre 2023, in seguito ad una massiccia operazione di polizia commissionata dalla Corte Suprema di Giustizia e determinata da una sospetta attribuzione fraudolenta di appalti chiave per il futuro della transizione e dell'autonomia energetica del paese, con cui vennero arrestati diversi personaggi politici, tra cui il Capo di gabinetto Vítor Escaria, il sindaco della città portuale di Sines Nuno Mascarenhas e l’imprenditore, consulente e amico personale del Primo ministro Costa Diogo Lacerda Machado, e furono indagati il Ministro delle Infrastrutture João Galamba, quello dell'Ambiente in carica Duarte Cordeiro ed il suo predecessore João Pedro Matos Fernandes (da cui sono scaturite le indagini), il Primo ministro, constatata la precaria condizione acuitasi anche da crisi interne minori, ha dichiarato in diretta nazionale le sue dimissioni irrevocabili ed il suo ritiro definitivo dalla carica in caso di elezioni anticipate, recandosi contestualmente dal Presidente Marcelo Rebelo de Sousa per formalizzarle. Questi, accettandole inizialmente in via informale, ha dato così inizio alle procedure per la formazione di un nuovo governo, auspicando di permettere l'approvazione del bilancio ed evitare l'esercizio provvisorio, in data 9 novembre. 
Profilatosi, tuttavia, il fallimento di tali consultazioni, il Presidente ha deliberato una soluzione per garantire l’adempimento degli obblighi finanziari (previsti per il 29 novembre) e, allo stesso tempo, dell’annunciato scioglimento parlamentare anticipato con nuove elezioni nel 2024: pur accettando le dimissioni, infatti, queste non sono state trascritte subito sul Diario da República (la Gazzetta ufficiale del paese) facendo sì, che, sebbene costituzionalmente dibattuto, il Governo potesse de facto approvare il bilancio e restare in carica con pieni poteri per qualche settimana in più, ma de iure fosse limitato solo a ciò, essendo divenuto in via orale un governo provvisorio. Alla fine, la situazione si è in seguito istituzionalmente risolta con un posticipo dello scioglimento, previsto a dopo l’approvazione del bilancio statale (poi determinato al 15 gennaio 2024), e l’accettazione effettiva delle dimissioni del governo per il 7 dicembre 2023, giorno in cui sono state trascritte anche sul Diario da República.
In definitiva, tale risvolto politico dei fatti ha fatto sì che per la prima volta, nella storia portoghese, un governo monocolore di maggioranza non raggiungesse la fine della legislatura. 
Giudiziariamente parlando, invece, nello specifico, l’indagine si concentrò sulle miniere di litio nel nord, presso la cittadina di Montalegre, e sui progetti legati all'idrogeno verde a sud, intorno all'importante, e già citato, complesso portuale e industriale di Sines, cosa che comportò per i collaboratori del Premier, al fine di evitare l'inquinamento delle prove o la fuga, una carcerazione preventiva di 48 ore, mentre un’ulteriore indagine per il capo del governo (poi dimostratosi estraneo, sebbene troppo tardi, ai fatti).

## Situazione parlamentare
| Camera                     | Collocazione | Partiti                                                        | Seggi     |
| -------------------------- | ------------ | -------------------------------------------------------------- | --------- |
| Assemblea della Repubblica | Maggioranza  | PS (120)                                                       | 120 / 230 |
| Assemblea della Repubblica | Opposizione  | PPD/PSD (77), CH (12), IL (8), CDU (6), BE (5), PAN (1), L (1) | 110 / 230 |

## Composizione
Partito Socialista (PS)
     Indipendenti
| Carica                                      | Titolare | Titolare | Titolare                                                             | Partito      |
| ------------------------------------------- | -------- | -------- | -------------------------------------------------------------------- | ------------ |
| Primo ministro                              |          |          | António Costa                                                        | PS           |
| Esteri                                      |          |          | João Titterington Gomes Cravinho                                     | Indipendente |
| Presidenza                                  |          |          | Mariana Vieira da Silva                                              | PS           |
| Finanze                                     |          |          | Fernando Medina Maciel Almeida Correia                               | PS           |
| Difesa                                      |          |          | Maria Helena Chaves Carreiras                                        | Indipendente |
| Amministrazione interna                     |          |          | José Luís Carneiro                                                   | PS           |
| Giustizia                                   |          |          | Catarina Sarmento e Castro                                           | PS           |
| Affari parlamentari                         |          |          | Ana Catarina Mendes                                                  | PS           |
| Cultura                                     |          |          | Pedro Adão e Silva                                                   | Indipendente |
| Istruzione                                  |          |          | João Marques da Costa                                                | PS           |
| Scienza, Tecnologia ed Istruzione superiore |          |          | Elvira Maria Correia Fortunato                                       | Indipendente |
| Lavoro, Solidarietà e Sicurezza sociale     |          |          | Ana Mendes Godinho                                                   | PS           |
| Salute                                      |          |          | Marta Temido (fino al 10 settembre 2022)                             | PS           |
| Salute                                      |          |          | Manuel Pizarro (dal 10 settembre 2022)                               | PS           |
| Economia e Mare                             |          |          | António Costa Silva                                                  | Indipendente |
| Ambiente e Azione per il clima              |          |          | Duarte Cordeiro                                                      | PS           |
| Infrastrutture e abitazioni (scorporato)    |          |          | Pedro Nuno de Oliveira Santos (fino al 4 gennaio 2023)               | PS           |
| Infrastrutture (istituito)                  |          |          | João Saldanha de Azevedo Galamba (dal 4 gennaio al 13 novembre 2023) | PS           |
| Infrastrutture (istituito)                  |          |          | António Costa (ad interim) (dal 13 novembre 2023)                    | PS           |
| Abitazioni (istituito)                      |          |          | Marina Sola Gonçalves (dal 4 gennaio 2023)                           | PS           |
| Coesione territoriale                       |          |          | Ana Maria Pereira Abrunhosa Trigueiros de Aragão                     | Indipendente |
| Agricoltura ed Alimentazione                |          |          | Maria do Céu de Oliveira Antunes                                     | PS           |